# Louis de Verjus

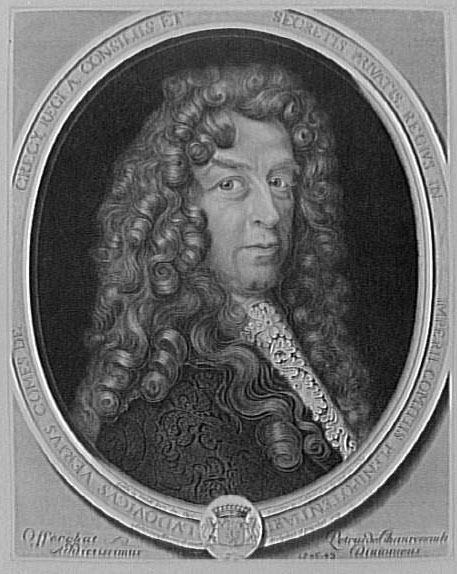
Crécy-Verjus, embajador.
Grabado de Antoine Masson.

Louis de Verjus, conde de Crécy, (1629 - 13 de diciembre de 1709) fue un hombre político, diplomático y académico francés nacido y fallecido en París. Fue elegido miembro de la Academia Francesa para el asiento número 22 en 1679.

## Datos biográficos
Consejero de Estado, hermano del sacerdote Antoine Verjus (1632-1706), fue elegido miembro de la Academia Francesa en 1679. Segundo embajador plenipotenciario de Luis XIV de Francia al Tratado de Rijswijk y, previamente, al Reichstag (Sacro Imperio Romano Germánico) o Dieta Imperial de Ratisbona, en 1695, por virtud de sus conocimientos sobre los asuntos germánicos. Fue uno de los signatarios del tratado definitivo en octubre de 1697.
Louis de Rouvroy, duque de Saint-Simon dijo refiriéndose a él:

[...] era un hombre sabio, mesurado, quien, bajo una apariencia y maneras poco agradables, escondía unas formas y finura poco común, así como un conocimiento profundo de las personas y de los propósitos que perseguían; y quien a fuerza de mucha paciencia y de no escuchar más que lo que deseaba escuchar, lograba al fin sus objetivos...

Tras la muerte del conde de Crécy, Saint-Simon agregó:

Era un hombre pequeño, suave, educado, respetuoso y directo que pasó su vida en empleos en el extranjero en donde aprendió las formas y las maneras entendibles a sus interlocutores alemanes […]. Sabía insinuarse, repetir la misma cosa de cien maneras diferentes y tenía una paciencia capaz de hacerle alcanzar sus propósitos. Conocía las leyes, las formas, la historia y las costumbres del imperio y de Alemania.

Su hijo, Louis-Alexandre Verjus, marqués de Crécy (1676-1763), fue coronel en el regimiento de Boulonnois en 1703, general brigadier del ejército en 1710, gobernador de Toul, y mariscal de campo en 1719.

## Iconografía
- Una efigie en busto fue grabada por Antoine Masson (1636-1700) a partir de un cuadro realizado hacia 1695, cuando el conde era embajador plenipotenciario en los países germánicos.
- Hyacinthe Rigaud también realizó, con la ayuda de Adrien Prieur,[6] una efigie del embajador fue realizada en 1700 contra 450 libras, copiada de un modelo precedente.[7]

| Predecesor: Jacques Cassagne | Academia Francesa (asiento número 22) 1679 - 1709 | Sucesor: Jean-Antoine de Mesmes |